# Angela Johnson
Angela Johnson (1972, Utica, New York, Verenigde Staten) is een Amerikaanse neo-R&B/discozangeres.

## Persoonlijke achtergrond
Johnson speelde piano op haar vierde en viool op haar negende. Haar jeugd lijkt in muzikaal opzicht op die van veel soulartiesten: in haar middelbareschooltijd speelde ze orgel in de baptistenkerk. Ze heeft aan de kunstacademie van de State University of New York gestudeerd, met als hoofdvak viool.

## Muzikale carrière
In haar universiteitsjaren begon Angela als zangeres in de band Cooly's Hot Box. Die band was in 1992 opgericht. De muziek was soms een toegankelijke vorm van acid jazz, soms old school disco. Make Me Happy werd een bekend nummer. Johnson verliet de band in 2004. Ze heeft zelf drie solo-albums gemaakt. Deze albums hebben over het algemeen een soft neo-R&B/disco geluid, met wat smooth jazzklanken en een enkel soulnummer. Angela Johnson noemt zelf in interviews Patrice Rushen als een van de artiesten die invloed op haar hebben gehad. Ze schrijft zelf haar muziek en produceert haar eigen albums.

## Discografie

### Albums
- 2002 They Don't Know (Purpose)
- 2005 Got To Let it Go (Purpose)
- 2008 A Woman's Touch, Vol. 1 (Purpose)

met Cooly's Hot Box:
- 2002 Take It (Higher Octave/Virgin)
- 2004 Don't be Afraid, Get On (Purpose)